# Хемич Степан Ілліч
Степан Хемич (англ. Stephan Chemych) (нар.27 вересня 1928 р. у Дрогобичі — пом.8 лютого 2001 р. у Нью-Йорку) — співзасновник і президент Фонду катедр українознавства (англ. Ukrainian Studies Fund), один з ініціаторів програми українознавства в Гарвардському університеті.

## З життєпису
Народився 27 вересня 1928 року у Дрогобичі. 
Батько — Ілля Хемич, мати — Олена (до шлюбу — Максимович).
У 1938—1942 роках навчався у Дрогобицькій гімназії. Після війни опинився у Німеччинні. У Шляйсхаймі (поблизу Мюнхена) закінчив гімназію. Брав активну участь у громадському житті українців.
1952 року переїхав до США. Навчався в Орегонському університеті від 1952 до 1956. 1957 року отримав американське громадянство.
У 1957—1958 роках був президентом Української студентської асоціації в Орегонському університеті. 1957 року був делегатом на Третій конгрес Союзу Українських Студентських Товариств Америки (СУСТА). На конгресі він виступив з пропозицією створення кафедри українознавста в якомусь з американських університетів. Ініціатива була підтримана. Також було вирішено створити Фонд катедр україністики, який повинен був займатися збиранням коштів для втілення такої ідеї. Степана Хемича було обрано керівником цього фонду. Впродовж десяти років займався цією справою. Завдяки коштам Фонду було відкрито першу українську кафедру у Гарварді, а згодом і Український науковий інститут Гарвардського університету.
У 1958—1961 роках викладав українську мову у Колумбійському університеті. Також навчався там, зокрема вивчав політологію та соціологію. 1963 року Хемич здобув там диплом магістра політології. Працював у федеральному уряді, зокрема впродовж 30 років (1963—1993) в Андміністрації людських ресурсів у Нью-Йорку.
1959 року одружився з Марією Кузик. Мав двох дітей: Роксану та Аскольда.
Керував Фондом 44 роки, аж до смерті у 2001 році.
27 вересня 2006 року для вшанування Степана Хемича встановлено меморіальну таблицю на стіні Дрогобицької гімназії.

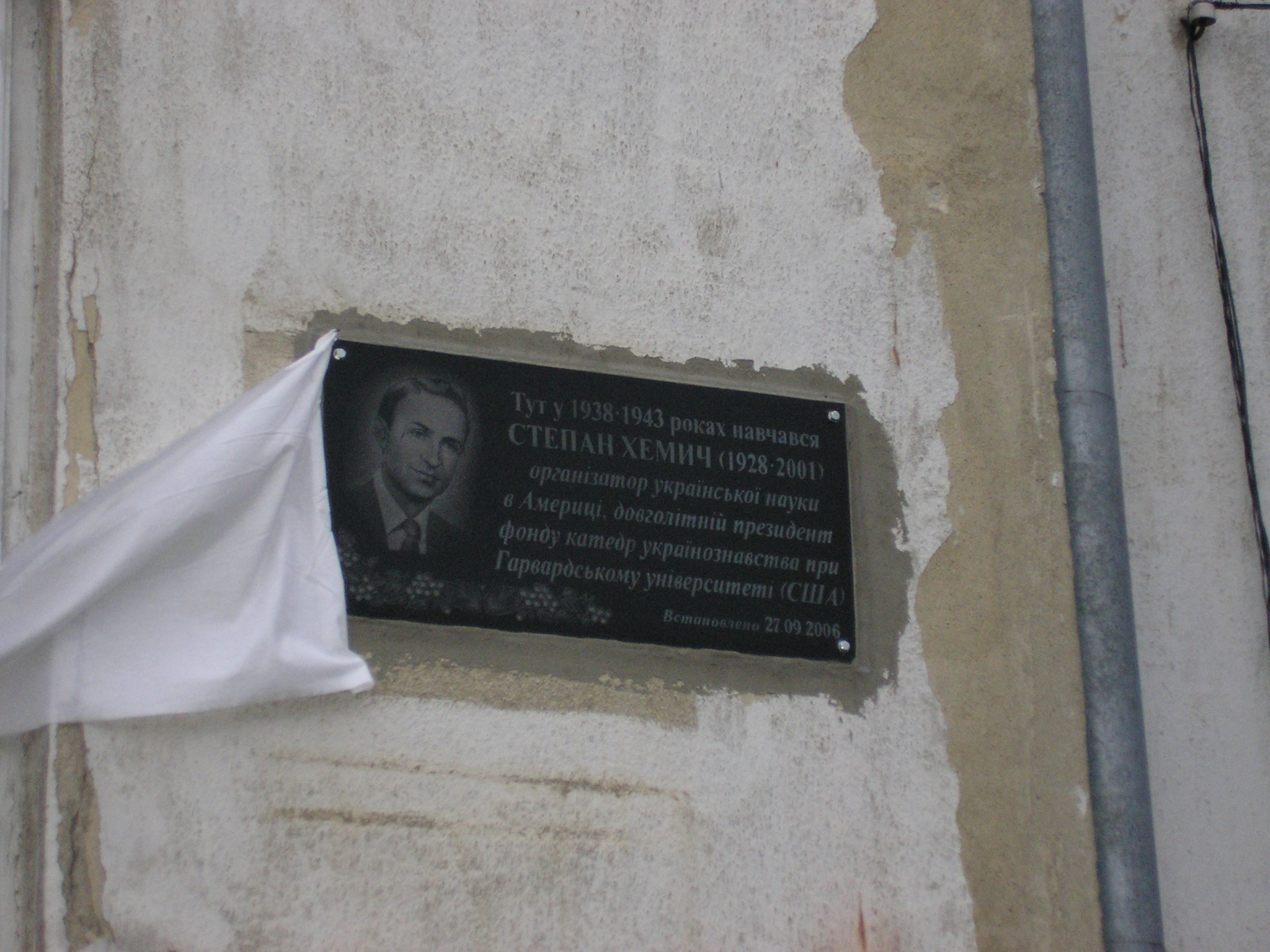
Меморіальна дошка С. Хемичу, встановлена на стіні Дрогобицької школи №1, колишньої приватної гімназії

## Примітки

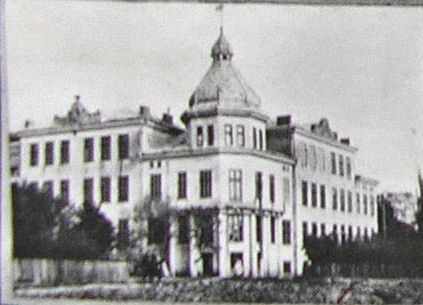
Фото приватної гімназії у м.Дрогобич, де вчився С.Хемич